# Partido Democrático Socialista
Partido Democrático Socialista é um partido político de Guiné-Bissau.